# Roman Godziński
Roman Ryszard Godziński (ur. 21 maja 1958 w Warszawie) – polski skoczek do wody, trener, olimpijczyk z Moskwy 1980.
Zawodnik AZS-AWF Warszawa w latach 1969–1981. Specjalista w skokach z trampoliny 3-metrowej. Mistrz Polski w latach 1974, 1978-1980. 
Uczestnik mistrzostw świata w roku 1978. Międzynarodowy mistrz Rumunii (w roku 1978) oraz mistrz Bułgarii w roku 1979.
Na igrzyskach w roku 1980 wystartował w skokach do wody z trampoliny zajmując 19. miejsce.
W roku 1986 wyjechał do Francji, gdzie osiadł na stałe.